# 門真市立北小学校
門真市立北小学校（かどましりつ きた しょうがっこう）は、大阪府門真市にあった公立小学校。

## 概要
門真市の北西端を校区としていた。1962年、門真町立門真小学校（翌年門真市立門真小学校へ改称）からの分離新設により、門真町立北小学校として開校した。門真市立浜町中央小学校との統合により2012年に閉校し、統合校である門真市立門真みらい小学校が新たに開校した。

## 沿革
門真町立門真小学校から分離する形で1962年に開校した。1956年の町村合併による門真町の発足後、最初の新設小学校となっている。1963年の市制移行に伴い、門真市立北小学校と改められた。
1966年には門真市立中央小学校を分離している。
門真市の方針により、2012年に門真市立浜町中央小学校と統合し、門真市立門真みらい小学校となった。

### 年表
- 1962年4月1日[3] - 門真町立北小学校として門真町立門真小学校から分離開校。
- 1963年8月1日[4] - 門真市立北小学校に改称。
- 1966年 - 門真市立中央小学校を分離。
- 2012年 - 閉校。門真市立浜町中央小学校と統合し門真市立門真みらい小学校が開校。

## 通学区域
- 門真市 小路町、堂山町、月出町、泉町、松葉町、向島町[5]。
  - 卒業生は門真市立第六中学校に進学していた。

## 交通
- 京阪本線・大阪モノレール本線 門真市駅 北へ約800m。